# پیتر اوپنهایمر
پیتر اوپنهایمر (به انگلیسی: Peter Oppenheimer) نایب رئیس ارشد و مدیر امور مالی در شرکت اپل است. اوپنهایمر مستقیماً به تیم کوک گزارش می‌دهد و به عنوان کمیته اجرایی شرکت خدمت می‌کند. اوپنهایمر دارای مدرک لیسانس تجارت کشاورزی از دانشگاه ایالتی کالیفرنیا در سان لوئیس اوبیسپو و M.B.A از دانشگاه سانتاکلارا است. او در سال ۱۹۹۶ به اپل پیوست.